# Zendaya
Zendaya Coleman, känd som Zendaya, född 1 september 1996 i Oakland, Kalifornien, är en amerikansk skådespelare och sångare.   

## Biografi
Coleman föddes i Oakland, Kalifornien som det enda barnet till Claire Marie (Stoermer) och Kazembe Ajamu (född Samuel David Coleman). Hon har fem äldre halvsyskon på sin fars sida. Hennes far är afroamerikansk, med rötter i Arkansas, medan hennes mor har tyska och skotska anor.
Hon inledde sin karriär som bakgrundsdansare och barnmodell.
Sedan 2017 bor hon i Los Angeles. Sedan 2024 är hon förlovad med skådespelaren Tom Holland.

### Skådespeleri
Zendaya har varit skådespelare sedan sex års ålder och hennes första stora roll var som den unga dansaren Raquel "Rocky" Blue i Disney Channel-serien Shake It Up. Därefter hade hon huvudrollen som K.C. i serien K.C. Hemlig agent. Hon har också varit med i filmen Frenemies, som Halley Brandon. Hon har även medverkat i filmen Zapped, Spider-Man: Homecoming, Spider-Man: Far From Home, Spider-Man: No Way Home, Malcolm & Marie och The Greatest Showman.
Hon spelar huvudrollen Rue Bennet i TV-serien Euphoria. För sin roll fick god kritik samt en nominering till Primetime Emmy Award i kategorin Bästa kvinnliga huvudroll i en dramaserie.

### Sångkarriär
Zendaya är kontrakterad av skivbolaget Hollywood Records. Samma musikbolag har andra disneystjärnor som Selena Gomez, Demi Lovato och Miley Cyrus. Zendayas första singel "Swag It Out" finns på Itunes och en musikvideo släpptes i december 2011. Zendaya har även en låt tillsammans med Bella Thorne, som också är med i Shake It Up, som heter "Watch Me" och finns på Shake It Up soundtrack och Itunes. En musikvideo finns ute för "Watch Me" och Zendayas självbetitlade debutalbum släpptes den 17 september 2013. Zendaya har även släppt låten "Replay". Hon har också tillsammans med Labrinth släppt låten ”All for us” till TV-serien Euphoria.

## Filmografi (i urval)

### Film
| År   | Titel                     | Roll                | Anmärkningar   |
| ---- | ------------------------- | ------------------- | -------------- |
| 2017 | Spider-Man: Homecoming    | Michelle "MJ" Jones |                |
| 2017 | The Greatest Showman      | Anne Wheeler        |                |
| 2018 | Gåspappan                 | Chi (röst)          |                |
| 2018 | Smallfoot                 | Meechee (röst)      |                |
| 2019 | Spider-Man: Far From Home | Michelle "MJ" Jones |                |
| 2021 | Malcolm & Marie           | Marie               | Även producent |
| 2021 | Space Jam: A New Legacy   | Lola Bunny (röst)   |                |
| 2021 | Dune                      | Chani               |                |
| 2021 | Spider-Man: No Way Home   | Michelle "MJ" Jones |                |
| 2024 | Dune: Part Two            | Chani               |                |
| 2024 | Challengers               | Tashi Duncan        | Även producent |
| 2026 | The Odyssey               |                     |                |
| 2026 | Shrek 5                   | Felicia (röst)      |                |

### TV
| År        | Titel                  | Roll           | Anmärkningar                                  |
| --------- | ---------------------- | -------------- | --------------------------------------------- |
| 2010–2013 | Shake It Up            | Rocky Blue     | Huvudroll                                     |
| 2011      | Pixie Hollow Games     | Fern (voice)   | TV special                                    |
| 2012      | Frenemies              | Halley Brandon | TV-film                                       |
| 2013      | Dancing with the Stars | Sig själv      | Tävlande (season 16), och tvåa                |
| 2014      | Zapped                 | Zoey Stevens   | TV-film                                       |
| 2015–2018 | K.C. Hemlig agent      | K.C. Cooper    | Huvudroll; även medproducent                  |
| 2019      | The OA                 | Fola           | 3 avsnitt                                     |
| 2019–     | Euphoria               | Rue Bennett    | Huvudroll; även exekutiv producent (säsong 2) |

## Diskografi
- Zendaya 2013